# Vysoká (district de Banská Štiavnica)
Pour les articles homonymes, voir Vysoká.
Vysoká est un village de Slovaquie situé dans la région de Banská Bystrica.

## Histoire
Première mention écrite du village en 1388.

## Démographie

### Évolution de la population
| Année:               | 1994. | 2004.   | 2014.   | 2024.    |
| -------------------- | ----- | ------- | ------- | -------- |
| Nombre de personnes: | 141   | 143     | 141     | 126      |
| Différence:          |       | +1,41 % | -1,39 % | -10,63 % |

| Année:               | 2023. | 2024.  |
| -------------------- | ----- | ------ |
| Nombre de personnes: | 125   | 126    |
| Différence:          |       | +0,8 % |